# Електроніка ІМ-05

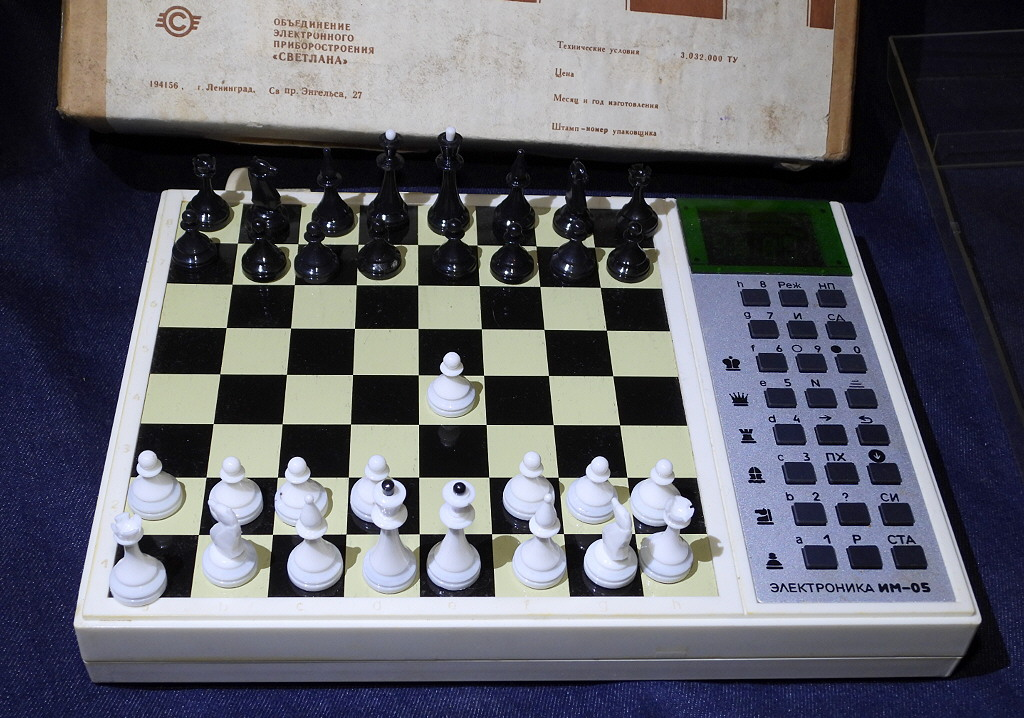
Електроніка ІМ-05

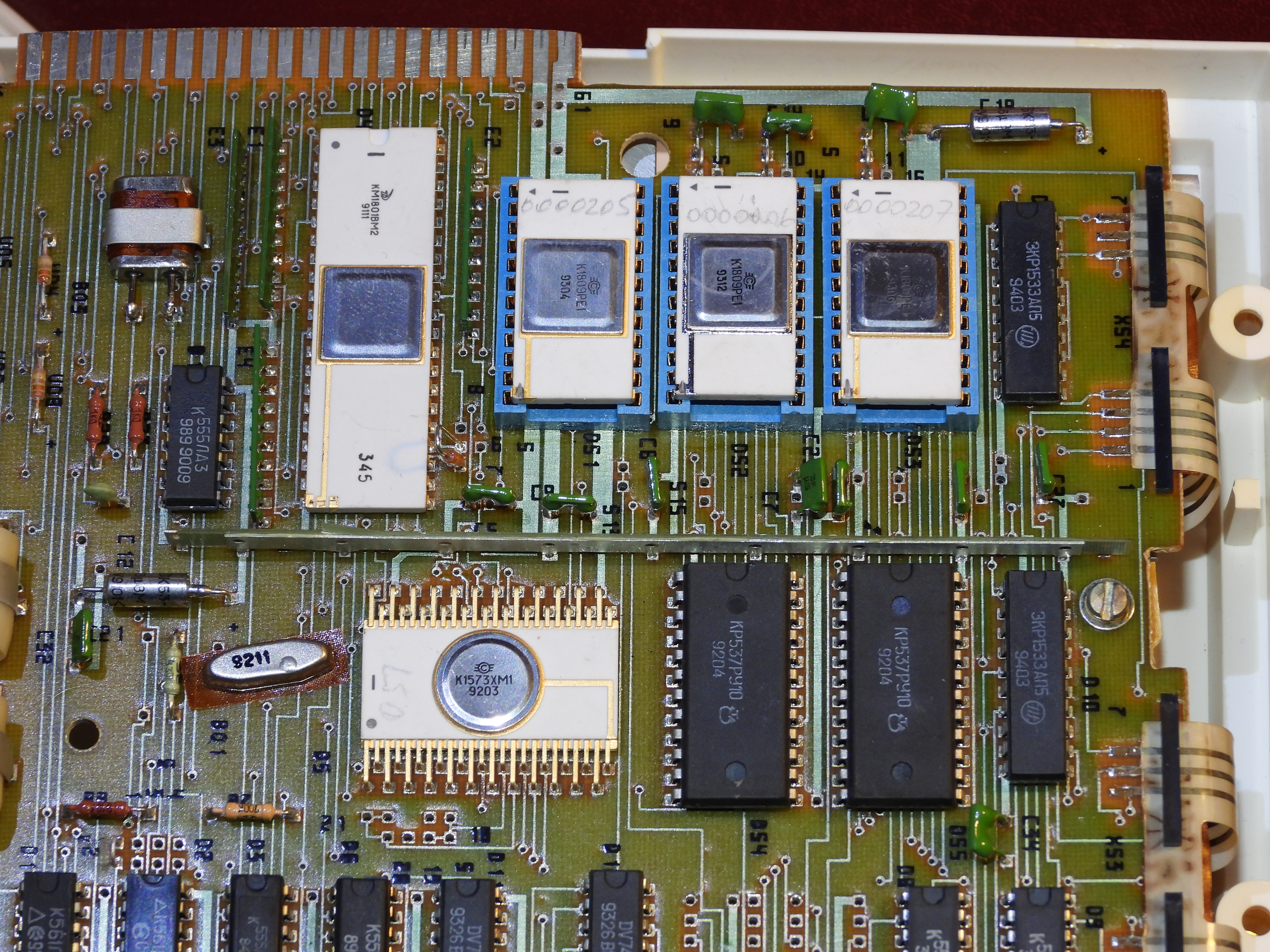
Усередині шахового комп'ютера. Видно мікропроцесор К1801ВМ2, ПЗУ на К1809РЕ1, ОЗУ на КР573РУ10, контролер К1573ХМ1

«Електроніка ІМ-05» — радянський шаховий комп'ютер.
Створений на базі процесора КМ1801ВМ2. Є продовженням лінійки шахових комп'ютерів: «Електроніка ІМ-01» та «Електроніка ІМ-01Т». Випускався об'єднанням електронного приладобудування «Світлана», м. Ленінград.
Мав кілька рівнів гри, режим розстановки позиції і аналіз позиції. Для відображення ходів мав вакуумно-люмінесцентний індикатор зеленого кольору.
Дошка була звичайною, з магнітними фігурами. Ніякого зв'язку з електронікою дошка не мала.

## Технічні характеристики
- Процесор: КМ1801ВМ2
- ОЗУ: 4 КБ (КР573РУ10)
- ПЗУ: 24 КБ (К1809РЕ1)
- Периферійний контролер К1573ХМ1